# 바바라 카레라
바바라 카레라(Barbara Carrera, 1945년 12월 31일 ~ )는 니카라과 출신 배우이다.